# Rhabdophis auriculata
Espèce
Synonymes
- Tropidonotus auriculata Günther, 1858

Statut de conservation UICN

 LC  : Préoccupation mineure
Rhabdophis auriculata est une espèce de serpents de la famille des Natricidae. 

## Répartition
Cette espèce est endémique des Philippines. Elle se rencontre dans les îles de Basilan, de Bohol, de Leyte, de Samar et de Mindanao.

## Liste des sous-espèces
Selon The Reptile Database (9 septembre 2013) :
- Rhabdophis auriculata auriculata (Günther, 1858)
- Rhabdophis auriculata myersi Leviton, 1970

## Publications originales
- Günther, 1858 : Catalogue of Colubrine Snakes in the Collection of the British Museum, London, p. 1-281 (texte intégral).
- Leviton, 1970 : Description of a new subspecies of Rhabdophis auriculata in the Philippines, with comments on the zoogeography of Mindanao Island. Proceedings of the California Academy of Sciences, sér. 4, vol. 38, no 18, p. 347-362 (texte intégral).